# Bag of Bones (película)
Bag of Bones (titulado La maldición de Dark Lake en España y Un saco de huesos en Hispanoamérica) es una película para televisión estadounidense de terror, fantasía oscura y sobrenatural de 2011 basada en la novela homónima de Stephen King. Está dirigida por Mick Garris y adaptada por Matt Venne.
El estreno tuvo lugar el 11 de diciembre de 2011 a través de A&E Network en dos partes, en cuanto a la emisión en Inglaterra, tuvo lugar al año siguiente siendo proyectada de manera íntegra.
Los productores de Sennet Entertainment y Headline Pictures: Mark Sennet y Stewart Mackinnon adquirieron los derechos para adaptar la novela de King a la pequeña pantalla. Como actor principal llamaron a Pierce Brosnan. En un principio tenían pensado darle el papel femenino a la cantante Kelly Rowland, sin embargo el rol fue para Anika Noni Rose.

## Argumento
Mike Noonan (Pierce Brosnan) es un afamado novelista cuya vida da un vuelco después de que Jo (Annabeth Gish), su mujer falleciese tras ser atropellada por un autobús mientras presentaba su último best seller. Poco después de morir en sus brazos descubre un predictor que confirma que estaba embarazada. Al no ser fértil, asume que tuvo un affair. Superado por la pérdida, sufre un bloqueo emocional hasta tal punto de sufrir pesadillas sobre Jo y su casa de verano en Dark Score Lake, Maine. Como ayuda, su hermano Sid (Matt Frewer) le aconseja que se tome un descanso en la casa, la cual supuestamente es asaltada poco antes de su llegada.
Una vez allí, conoce a una joven viuda llamada Mattie Devore y su hija de seis años Kyra (Melissa George y Caitlin Carmichael) con quienes entabla amistad. A medida que la va conociendo mejor, descubre que tiene una relación tormentosa con su suegro: Max Devore (William Schallert), empeñado con exigir la custodia legal de su nieta puesto que su nuera mató a su hijo Lance (Shane Anderson) cuando este pretendía ahogar a la niña en el lago.
Todavía afectado por la muerte de Jo, Mike vuelve al trabajo, sin embargo empieza a sufrir alucinaciones que le llevan a pensar que no está solo. Pronto descubre que el espíritu de su difunta esposa mora en la casa e intenta explicarle "lo que sucede". Mediante señales descubre un álbum de vinilo de Sara Tidwell (Anika Noni Rose), cantante durante los años 30 que estuvo activa hasta su desaparición en 1939. Mientras investiga el caso, Mike descubre varios incidentes conocidos como "la Locura de Dark Score" en los que los hombres de la población matan a sus hijas ahogándolas.
Por otra parte, Max le comenta a Mike que dejará de litigar por su nieta si accede a no interfiere en sus asuntos a lo que accede encantado. Poco después, su asistente le ayuda a suicidarse. En el funeral conoce a Edgar White (Leslie Carlson), anciano y amigo del difunto que le cuenta como en su juventud formaron un grupo y mataron ahogando, a la hija de Sara, Keisha, en el lago mientras violaban y asesinaban a la cantante, la cual les maldijo antes de morir, de manera que las próximas generaciones de sus asesinos, entre los que se encontraba su abuelo paterno, terminarían ahogando en el lago a sus respectivas hijas hasta que no quedase ninguna generación viva. De paso le detalla que enterraron a la cantante y a su hija en un bosque cercano a su casa.
Ya sabedor del suceso, Mattie le comenta que si Jo estaba embarazada es posible que volviera a Dark Score para ver la situación, en ese preciso instante, un grupo de hombres disparan contra ambos resultando la mujer malherida en el tiroteo. Esta en su lecho de muerte le pide que proteja a su hija. A continuación se produce una persecución de la que Mike y Kyra consiguen escapar gracias a una señal de tráfico que mata a los agresores después de caer un rayo, sin embargo sus vidas siguen en peligro al manifestarse el espíritu de Max cuyo propósito es matar a la niña hasta que se aparece el de su madre para hacerle frente.
Una vez llegan a la casa, Mike descubre que el espíritu de su mujer le ha dejado pistas en la novela que ha estado escribiendo y en donde le indica la localización de los restos óseos de Tidwell y Keisha. Al llegar a un árbol con forma de mujer, empieza a excavar con la idea de disolver los huesos con cal viva y terminar con la maldición, sin embargo, Tidwell pretende prevenirle hasta que Jo la distrae consiguiendo de esta manera el descanso eterno, por otra parte Jo se despide de quien fuera su marido, y al día siguiente este decide adoptar a Kyra como su hija.

## Reparto
- Pierce Brosnan es Mike Noonan.
- Melissa George es Mattie.
- Caitlin Carmichael es Kyra Devore.
- Annabeth Gish es Jo Noonan.
- Anika Noni Rose es Sara Tidwell.
- William Schallert es Max Devore.
  - David Sheftell es Max Devore (joven).
- Leslie Carlson es Edgar White.
  - Geordie Brown es Edgar White (joven).
- Charlie Rhindress es Normal Jellison.
  - Gregory Penney es Normal Jellison (joven).
- Jefferson Mappin es Buddy Jellison.
  - Matt Tolton es Buddy Jellison (joven).
- James Swansburg es Fred Dean.
  - Michael Hampson es Fred Dean (joven).
- Joel Freckleton es Harold Noonan.
- Shane Anderson es Lance Devore.
- Gary Levert es George Footman.
- Jason Priestley es Marty.
- Matt Frewer es Sid Noonan.

## Recepción
Las críticas fueron en su mayor parte negativas. Ken Tucker de Entertainment Weekly calificó la producción de "sentimentalista" y criticó la "sobreactuación" de Brosnan. Troy Patterson de Slate definió el film de "sobrecargado" y comentó: "Bag of Bones intentó darnos una moraleja sobre dar cuidados y dejar marchar, pero en diversas ocasiones intenta meternos el miedo en el cuerpo sin éxito". Por otro lado, Blair Marnell de CraveOnline fue más positiva y puntuó la película con 6 estrellas de 10 aunque comentó que "el punto débil de la producción fue intentar mantener toda la esencia de la novela de King en lugar de desarrollar la historia".
La primera parte fue vista por 3,37 millones de televidentes en Estados Unidos y la segunda por 2,99 millones con un rating de 0,9.